# Herbert Couacaud
Herbert Couacaud, né en juillet 1948, est un hôtelier ainsi qu'un sportif mauricien, ayant pratiqué l'athlétisme, la natation ou encore le tennis.

## Carrière
Herbert Couacaud est médaillé d'or du tournoi double messieurs de tennis aux Jeux des îles de l'océan Indien 1979 à La Réunion avec Nano Sauzier, et médaillé d'argent en simple messieurs. Il participe aussi aux épreuves d'athlétisme aux Jeux de l'Empire britannique et du Commonwealth de 1966 et détient de 1967 à 1981 le record de Maurice du 400 mètres.
Il est l'ancien patron de Beachcomber Hotels, une marque du groupe hôtelier New Mauritus Hotels Ltd. Il prend sa retraite en 2015 à l'âge de 67 ans après une carrière de 40 ans dans l'hôtellerie, dans laquelle il ouvre notamment en 1985 le premier hôtel 5 étoiles du pays, le Royal Palm.

## Famille
Marié à Catherine Couacaud, il a 3 fils, Enzo, joueur de tennis ayant notamment disputé l'Open d'Australie 2023,  Olivier qui est champion de Maurice de tennis et directeur de la rhumerie de Chamarel, et Herbert Junior Couacaud qui a pratiqué le tennis et le rugby à XV,.